# Les Fossoyeurs
Les Fossoyeurs : Révélations sur le système qui maltraite nos aînés est un livre d'investigation du journaliste indépendant Victor Castanet publié le 26 janvier 2022 aux éditions Fayard,.
Le livre met en cause le groupe d'établissements d'hébergement pour personnes âgées dépendantes (Ehpad) Orpea, et plus généralement pose le débat plus général sur les contradictions entre recherche de profits et la qualité des soins due aux résidents des maisons de retraite et Ehpads.

## Résumé
Fruit de trois années d'enquête, le livre dénonce les dérives d'Orpea, un groupe privé français actif dans le domaine de la santé et de l'hébergement des personnes âgées gérant une chaîne d'Ehpad privés, de maisons de retraite et de cliniques de soins. Ce livre-enquête décrit un certain nombre de problèmes éthiques et sanitaires : une obsession de maximalisation des profits, des comportements « négligents », des méthodes managériales contestables, une troublante proximité avec des hauts fonctionnaires et des élus, et la pratique de rétrocommissions et de marges arrière dans ce secteur médico-social.
Le livre fait état de liens très étroits entre le fondateur d'Orpea Jean-Claude Marian et Xavier Bertrand. Ce dernier, profitant de son influence d'homme politique puis de ministre de la Santé, aurait notamment facilité la création et le financement de nombreux établissements Orpea.

## Répercussions
La presse se faisant écho du contenu du livre, la ministre déléguée chargée de l'autonomie, Brigitte Bourguignon, annonce le 26 janvier 2022 que le gouvernement lance une enquête administrative et réclame « des explications ». Jean-Christophe Romersi, directeur général pour la France est convoqué par le gouvernement à un entretien avec Brigitte Bourguignon le 1er février, en préalable à une éventuelle saisie de l'Inspection générale des affaires sociales (IGAS).
Orpea dans un communiqué de presse daté du 24 janvier 2022 dénonce une enquête à charge,, conteste formellement l'ensemble de ces accusations, et annonce avoir saisi ses avocats au sujet d’éventuelles suites judiciaires,.
Après l'annonce de la parution du livre-enquête et une suspension de vingt-quatre heures de la cotation de l'action du groupe à la bourse de Paris, celle-ci chute de 52 % du 24 janvier 2022 au 27 janvier 2022,.
Dans le même temps, le 30 janvier 2022, plusieurs familles de résidents annoncent vouloir intenter une action collective en justice contre Orpea. Cette action collective est menée par l'avocate Sarah Saldmann.
Le 30 janvier 2022, Orpea annonce le limogeage de son directeur général Yves Le Masne, et son remplacement par Philippe Charrier, président du conseil d'administration d'Orpea qui en devient ainsi le PDG,. Selon Le Canard enchaîné, Le Masne, prévoyant une situation compliquée pour le groupe, aurait revendu des actions de l'entreprise quelques semaines après avoir été informé de la parution prochaine du livre, ce qui « pourrait s’apparenter à un délit d'initié ».
Le 1er février 2022, Brigitte Bourguignon annonce l'ouverture de deux enquêtes administratives confiées à l'IGAS et à l'Inspection générale des finances (IGF) pour le volet financier, et une large consultation des représentants des familles, élus départementaux, acteurs du secteur et partenaires sociaux.
Victor Castanet affirme avoir fait l'objet d'un certain nombre de pressions et de menaces de la part du groupe, et qu'un intermédiaire lui aurait proposé une somme de 15 millions d'euros à la moitié de son enquête pour qu'il ne la publie pas, offre qu'il a refusée,. De plus, lors de la parution de la version augmentée en livre de poche en 2023, il indique : « des sociétés d'intelligence économique qui ont été missionnées par Orpea peu après que je leur ai envoyé mes questions, pour essayer de savoir qui j'étais, quel était le contenu de mon livre et d'identifier mes sources »,.
Le 26 mars 2022, une inspection administrative confirme une partie des accusations du livre Les Fossoyeurs sur des « dysfonctionnements graves » au sein d'Orpea. L'État porte plainte sur la base de l'article 40 du code de procédure pénale qui oblige toute autorité à signaler des faits délictueux dont elle aurait connaissance et va demander le remboursement du trop perçu de dotations publiques. Le rapport d’enquête que l'IGF et l'IGAS ont remis au gouvernement serait couvert par le secret des affaires selon Brigitte Bourguignon et ne sera donc pas rendu public,.
Le pré-rapport de l'IGF et l'IGAS établi sur la période 2017-2020 est accablant pour Orpea:
- 20 millions d'euros d'excédent sur les crédits publics servant à rémunérer des postes de soignants ;
- 50,6 millions d'euros imputés sur les crédits publics au lieu d'un financement privé pour du personnel non soignant faisant fonction de soignant ;
- 18 millions d'euros de marges arrière sur des achats payés avec les crédits publics.

Le 5 avril 2022, le gouvernement rend public en grande partie le rapport d’enquête administrative. Les différents dysfonctionnements du groupe Orpea , qui compte 200 Ehpad en France, conduisent à la dégradation du bien-être des résidents, selon le rapport commandé par le gouvernement.
L'extension des investigations journalistiques à la Suisse, révèle les pratiques de la centrale d'achats suisse d'Orpea visant à augmenter les profits redistribués sous forme de salaires complémentaires de la direction au détriment des résidents de toute l'Europe. La centrale est chargée des achats auprès de fournisseurs de produits alimentaires pour la France et l’Europe. Selon un ancien directeur d'Orpea « Si on cumule les salaires annuels de ces trois cadres, on arrive à 211 000 journées repas. Pour un Ehpad de 80 pensionnaires, cela correspond à près de sept ans de budget de nourriture ». Le système est basé sur des commissions, des marges arrière, des prestations de service forcées. Des pratiques qui s'étendent aux fournisseurs de produits paramédicaux tel Bastide Le Confort Médical.

## Ventes
L'ouvrage se place en tête des ventes début février 2022, dépassant les 50 000 exemplaires vendus depuis sa sortie. Le 26 mars 2022, avec 12 réimpressions, un tirage de 225 000 exemplaires et un peu plus de 130 000 ventes fin mars 2022 : c'est un succès de librairie impressionnant, selon Sophie de Closets, directrice des éditions Fayard.

## Distinctions
Le 28 novembre 2022, Victor Castanet reçoit le prix Albert-Londres du livre pour Les Fossoyeurs  lors de la remise le même jour du prix Albert-Londres de la presse écrite 2022 à la journaliste Margaux Benn pour sa couverture de la guerre en Ukraine dans Figaro.

## Éditions
- Éditions Fayard, 2022,  (ISBN 978-2213716558)

- Éditions J’ai lu, 512 pages, version poche, augmentée d'un complément d'enquête, 2023.